# Heinrich Wuttke

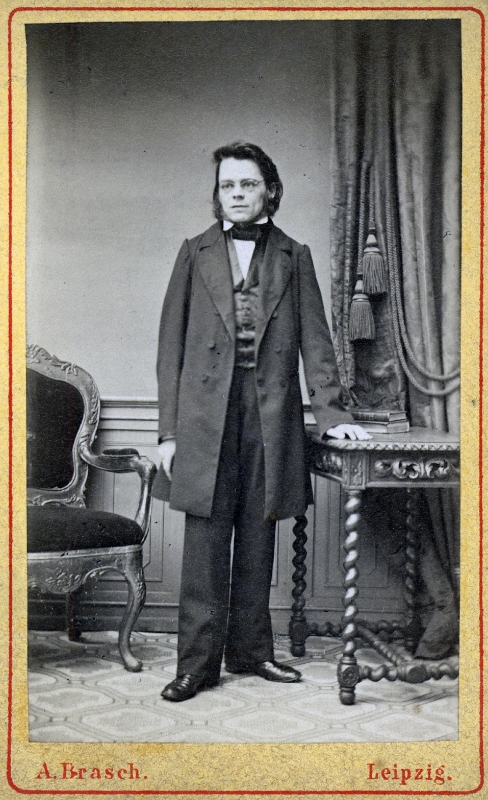
Heinrich Wuttke, Fotografie von August Brasch, Leipzig

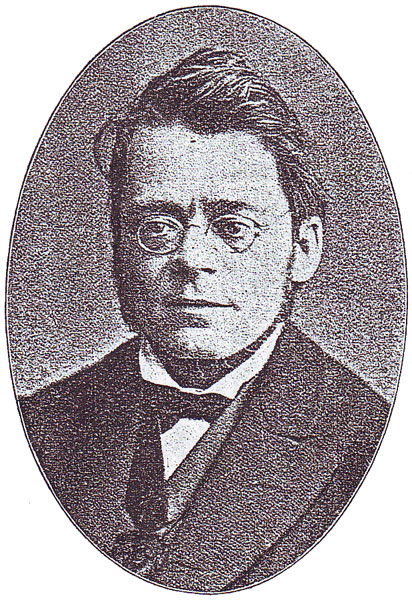
Heinrich Wuttke

Johann Karl Heinrich Wuttke (* 12. Februar 1818 in Brieg, Landkreis Brieg, Provinz Schlesien; † 14. Juni 1876 in Leipzig) war ein deutscher Historiker und Politiker.

## Leben
Der Vater, Bürgermeister der Stadt Brieg, schickte sein einziges Kind, Heinrich Wuttke, 1829 auf das Maria-Magdalenen-Gymnasium in Breslau. Nach dem Abitur im Jahre 1836 studierte Heinrich Wuttke an der Universität Breslau. Aus dieser Zeit stammte seine Freundschaft mit Hoffmann von Fallersleben. 1838 wurde er bei Gustav Adolf Harald Stenzel in Breslau mit einer Arbeit über Thukydides promoviert. Ab 1841 hielt er Vorlesungen an der Universität Leipzig, nachdem er unter Wilhelm Wachsmuth ebenfalls mit einer Arbeit über Thukydides habilitiert wurde. Nach dem Tod von Friedrich Christian August Hasse, der den Lehrstuhl für Historische Hilfswissenschaften an der Universität Leipzig innegehabt hatte, wurde er 1848 zum ordentlichen Professor ernannt und trat dessen Nachfolge an. Zum damaligen sächsischen Kultusminister Ludwig von der Pfordten hatte er gute Beziehungen.
Wuttke war 1848 Mitglied des Vorparlaments und der Frankfurter Nationalversammlung, den gemäßigten Linken und der großdeutschen Richtung zugehörig, eng verbunden mit Robert Blum. Er gehörte zum sogenannten Württemberger Hof und dem großdeutschen Verfassungsausschuss an und stimmte gegen Friedrich Wilhelm IV. als deutschen Kaiser. Später stand er zeitweise Ferdinand Lassalle nahe.
Er vertrat eine großdeutsche Geschichtsauffassung. Er war bestrebt, Berufungen von Professoren aus den sogenannten „Berliner Richtungen“, die eine dezidiert kleindeutsch-preußische Geschichtsauffassung vertraten, möglichst zu verhindern, so zum Beispiel im Fall des Historikers Georg Voigt. Auch die Berufung des Kunsthistorikers Anton Springer versuchte Wuttke zu verhindern, ebenfalls ohne Erfolg. Gleiches gilt hinsichtlich des Germanisten Friedrich Zarncke. Das brachte ihn in ein Spannungsverhältnis und in eine gewisse Außenseiterrolle unter seinen Kollegen in der Fakultät. In seinem „historischen Seminar“, einer seminaristischen Veranstaltung, saß auch Heinrich von Treitschke als Student. Dass Wuttke ein hervorragender Gelehrter war, hatte auch Treitschke erkannt, dessen geschichtlicher Standpunkt jedoch später von dem Wuttkes abwich.
Wuttke war Mitglied zahlreicher Vereine, insbesondere in Leipzig. So war er im Verein für die Geschichte Leipzigs, wo er die literarische Sektion übernahm, im Leipziger Schillerverein, im Deutschen Verein, Redeübungsverein, Leipziger Vaterlandsverein im Leipziger Literatenverein von 1840 und anderen. Für den Schillerverein hatte er als Vorstandsmitglied einen kleinen Anteil daran, dass das 1856 vom Abriss bedrohte Schillerhaus angekauft und sein Erhalt gesichert werden konnte.
Für die Universitätsgeschichte war er auch als Reformer hervorgetreten, wenngleich seine Bemühungen um eine Neuregulierung des Gebührenwesens bei Promotionen in Leipzig von den Kollegen zunächst blockiert wurden. Ihm fiel auf, dass die brauchtumsähnliche Verfahrensweise bei den Promotionen keinen Bezug zu den Universitätsstatuten besaß. Später kam durch Druck des sächsischen Königshauses jedoch eine solche Regelung zustande. Außerdem hatte er sich zusammen mit anderen Professoren für den Erhalt der völkerkundlichen Sammlung von Gustav Friedrich Klemm eingesetzt, die den Grundstock für das Museum für Völkerkunde in Leipzig bildet. Die Universität hatte er jedoch nicht zum Ankauf der Sammlung zu bewegen vermocht.
Wuttke war Ehrenmitglied der Leipziger Burschenschaft Germania.
Der Nachfolger Wuttkes, verbunden mit der Umbenennung des Lehrstuhles für die Historischen Hilfswissenschaften in den für Mittlere und Neuere Geschichte, wurde Carl von Noorden.
1854 heiratete er seine Cousine, die Schriftstellerin Emma Biller; ein Sohn aus dieser Ehe war der Volkswirt und Volkskundler Robert Wuttke.
Heinrich Wuttke wurde im Ehrengrab der Universität Leipzig in der V. Abteilung des Neuen Johannisfriedhofs beerdigt.

## Werk
Als Historiker machte er sich vor allem mit seiner Geschichte der Schrift einen Namen. Dieses Werk beließ er als Torso. Denn er beschrieb nur nichtalphabetarische Schriftsysteme, d. h. Keilschriften und Hieroglyphen bis hin zu den japanischen und chinesischen Zeichen, wobei er das Tattoo nobilitierte, indem er das Tätowieren im Anschluss an Ch. Darwin als eine Anfangsphase der Schriftkultur zum Teil der Evolution des Menschen erklärte. Die alphabetarischen Schriftsysteme beschrieb er nicht mehr. Er hatte dem Vorwort zufolge auch nicht zuletzt aus Kostengründen davon Abstand genommen. In der Handschriftenabteilung der Universitätsbibliothek Leipzig befindet sich ein Nachlass Wuttkes, der das Vorhandensein einer Materialsammlung auch für diesen Band bezeugt. Materialmangel ist demnach wohl auszuschließen. Außerdem lieferte er zahlreiche Veröffentlichungen zur Geschichte Schlesiens bis zu Friedrich II.
Wuttke stand der polnischen Geschichtsschreibung kritisch gegenüber und bemühte sich in seiner historisch-wissenschaftlichen Abhandlung Polen und Deutsche, das geschichtliche Verhältnis der beiden Völker zueinander zu erhellen. Er sprach sich gegen eine Veränderung der von Preußen, Österreich und Russland vorgenommenen Teilungen Polen-Litauens aus und plädierte für die Beibehaltung der auf dem Wiener Kongress völkerrechtlich vereinbarten neuen europäischen Friedensordnung. Er verwies darauf, dass in der gesicherten Geschichtsschreibung zum wechselvollen nachbarschaftlichen Verhältnis von Slawen und Deutschen zuerst die Slawen – im ersten Drittel des 7. Jahrhunderts und nochmals im letzten Quartal des 8. Jahrhunderts – als „Angreifer“ erscheinen, die Nachbarvölker beunruhigen.
Wuttke schrieb 1866 auch kritisch über das Zeitungs- und Pressewesen, das seiner Meinung nach unter der Vorherrschaft der „Geldmacht und der Staatsgewalt“ stand, wobei er auch den sogenannten Reptilienfonds angriff. Die Zeitungen seien den Händen der Schriftsteller „entwunden“, ein fremdes Element habe sich dazwischengeschoben und sich der Zeitungen bemächtigt. „Was Litteratur sein müßte, ist zum bloßen Geschäfte verkehrt und der Einzelne, der auf sich stehen sollte, ist nullifiziert.“ Außerdem schrieb Wuttke zur Erdkunde im Mittelalter.
Die Herausgabe von Christian Wolffs eigener Lebensbeschreibung mit einer Abhandlung ist wegen des Umstandes, dass die damals in Görlitz befindliche Handschrift als verschollen gilt, für die Geschichte der Aufklärung und des Wolffianismus von einem besonderen Wert. Außerdem gab er zusammen mit seinem Schüler Karl August Mosig von Aehrenfeld, der die Übersetzung aus dem Tschechischen besorgt hatte, eine große Abhandlung von Pavel Jozef Šafárik über die slawischen Altertümer und slawische Volkskunde heraus. Auch ein Urkundenbuch zur Stadt Posen gab er heraus, ebenso auch eine Schrift über die Völkerschlacht bei Leipzig. Dieses ist jedoch nur eine Auswahl einer Vielzahl seiner Schriften.
Wuttkes hauptsächlich in Dresden liegender Nachlass von Arbeiten, die für den Druck bestimmt waren, fand keinen Herausgeber und Verleger. Wissenschaftliche Unzulänglichkeiten dürften eher eine sekundäre Ursache gewesen sein. Nur seine Geschichte über die Bartholomäusnacht wurde aus dem Nachlass von seinem Schüler Georg Müller-Frauenstein herausgegeben.

## Ehrungen
- Im Leipziger Stadtteil Schönefeld ist eine Straße nach Heinrich Wuttke benannt worden.[13]

## Mitgliedschaften
Heinrich Wuttke war Mitglied der Deutschen Morgenländischen Gesellschaft.

## Werke (Auswahl)
- Ueber die Haus- und Tagebücher Valentin Gierth's und die Herzogin Dorothea Sibylla von Liegnitz und Brieg, geborne Markgräfin von Brandenburg. Eine Untersuchung. Breslau 1838 (Google Books).
- (Hrsg.) Ueber Christian Wolff den Philosophen. Eine Abhandlung. In: Christian Wolffs eigene Lebensbeschreibung. Leipzig 1841, S. 1–106 (Digitalisat).
- Die Versuche der Gründung einer Universität in Schlesien. Breslau 1841 (Digitalisat).
- Jahrbuch der deutschen Universitäten.
  - Band 1: Sommerhalbjahr 1842. Leipzig 1842 (Digitalisat).
  - Band 2: Winterhalbjahr 1842/43. Leipzig 1842 (Digitalisat).
- König Friedrichs des Großen Besitzergreifung von Schlesien und die Entwicklung der öffentlichen Verhältnisse in diesem Lande bis zum Jahre 1740.
  - Teil I: Die Entwicklung der öffentlichen Verhältnisse Schlesiens vornämlich unter den Habsburgern. Leipzig 1842/43.
    - Band 1 (Digitalisat).
    - Band 2 (Digitalisat).
- Die schlesischen Stände, ihr Wesen, ihr Wirken und ihr Werth in alter und neuer Zeit, Johann Friedrich Hartknoch, Leipzig 1847 (Digitalisat).
- Die neueste Polnische Insurrection im Herzogthum Posen. Leipzig 1848 (GoogleBooks).
- Deutschlands Einheit, Reform und Reichstag. Leipzig 1848 (Digitalisat).
- Polen und Deutsche. 2. Auflage. Leipzig 1848 (Digitalisat).
- Der Stand der deutschen Verfassungsfrage. Denkschrift an Herrn Löwe, Abgeordneten der Stadt Leipzig zum sächsischen Landtag. Leipzig 1850 (Digitalisat).
- Die Kosmographie des Istrier Aithikos im lateinischen Auszuge des Hieronymus aus einer Leipziger Handschrift. Leipzig 1853 (Digitalisat).
- Ueber Erdkunde und Karten des Mittelalters. Leipzig 1853 (Digitalisat).
- Ueber Hammer-Purgstall's Literaturgeschichte der Araber. In: Zeitschrift der Deutschen Morgenländischen Gesellschaft, Band 9. 1855. S. 136–173 (Digitalisat).
- Entstehung und Beschaffenheit der fönikisch-hebräischen Alfabetes. In: Zeitschrift der Deutschen Morgenländischen Gesellschaft, Band 11. 1857. S. 75–97 (Digitalisat).
- Die Völkerschlacht bei Leipzig. 3. Auflage. Leipzig 1863 (Digitalisat).
- Pro patria! Delegirte, Parlament, Reichsverfassung. Leipzig 1863 (Digitalisat).
- Über die Gewissheit der Geschichte. Leipzig 1865 (Digitalisat).
- Städtebuch des Landes Posen. Codex diplomaticus. Allgemeine Geschichte der Städte im Lande Posen. Geschichtliche Nachrichten von 149 einzelnen Städten. Leipzig 1864 (Digitalisat).
- Die deutschen Zeitschriften und die Entstehung der öffentlichen Meinung. Ein Beitrag zur Geschichte des Zeitungswesens. Hamburg 1866 (Digitalisat).
- Zur Geschichte der Erdkunde im letzten Drittel des Mittelalters. Dresden 1871.
- Geschichte der Schrift und des Schrifttums von den rohen Anfängen des Schreibens in der Tatuirung bis zur Legung elektromagnetischer Dräthe. 1. Bd.: Die verschiedenen Schriftsysteme. Leipzig 1872 (Digitalisat).
- Abbildungen zur Geschichte der Schrift. Heft 1, Leipzig 1873 (Digitalisat).

## Nachruf
- Nachruf aus der Illustrirten Zeitung vom 15. Juni 1876, Nr. 1724, Text auf S. 49 f., Bild auf S. 55.